# Kjerstin Boge Solås
Kjerstin Boge Solås (født 31. december 1997 i Dale, Norge) er en norsk håndboldspiller som spiller for Siófok KC. Hun fik debut på det norske A-landshold til Golden League i 2016.